# Flügellanze

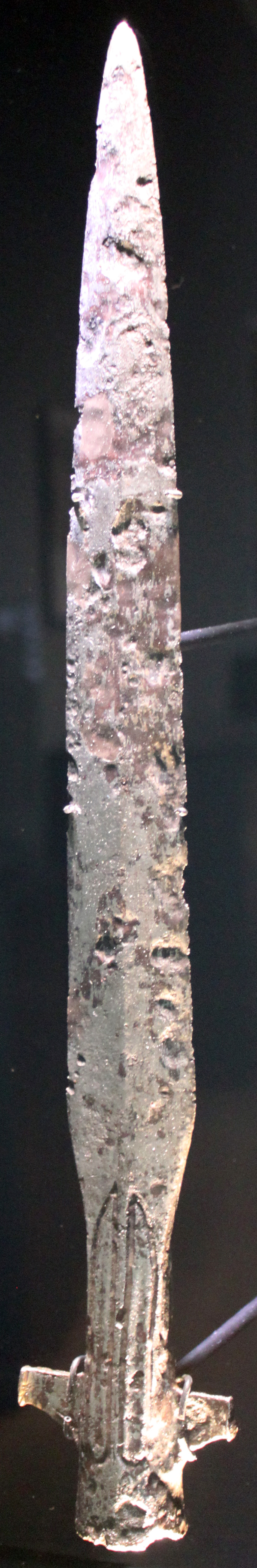
Karolingische Flügellanze (8. Jahrhundert)

Als Flügellanze wird eine spezielle Form einer Lanze bezeichnet, bei der sich zwischen der lanzettförmigen Gratklinge und der Tülle zwei quer zum Schaft sich gegenüberstehende Fortsätze befinden. Sie wurde seit dem Frühmittelalter bis etwa 1200 verwendet und war vorrangig eine Kriegswaffe, wurde wohl aber auch zur Wildschweinjagd eingesetzt. Bereits ab dem 10. Jahrhundert scheint die Flügellanze im Reich der Ottonen auch eine repräsentative Funktion gleichrangig neben dem Schwert ausgeübt zu haben. Die unter den Ottonen erstmals aufgetauchte Heilige Lanze, der eine maßgebliche Rolle beim Sieg bei der Schlacht auf dem Lechfeld zugesprochen wurde, und die zahlreichen Abbildungen von Wächtern mit Flügellanzen in der ottonischen Buchmalerei stützen diese These.
Die Länge der Klinge beträgt etwa 50 cm bei einer Breite von ca. 5 cm. Das Gesamtgewicht des Lanzeneisens liegt zwischen 500 und 600 Gramm.
Wahrscheinlich wurde diese Lanzenform hauptsächlich von der Kavallerie eingesetzt, um im vollen Galopp den Gegner zu treffen. Die Flügel verhinderten in diesem Fall das zu tiefe Eindringen der Lanze in den Körper des Gegners bzw. des Wildes und erleichterten somit das Herausziehen der Lanze.
Darstellungen im Stuttgarter Psalter und dem Wessobrunner Gebet zeigen aber auch das Führen der Flügellanze zu Fuß.
Möglicherweise dienten die Flügel aber auch zum Parieren und Ablenken gegnerischer Stöße mit Lanzen und Speeren. Geübte Kämpfer vermögen auch Schwerthiebe damit zu parieren und durch die Länge der Waffe sofort zum tödlichen Gegenangriff überzugehen. Dabei konnte man die Flügellanze nicht nur als reine Stichwaffe einsetzen, sondern durch die lange und durchgeschärfte Klinge auch für schneidende und schlagende Angriffe vor allem gegen leicht gerüstete Gegner eingesetzt werden. Neuere Untersuchungen unterstützen diese These.
Neben der Dekorwirkung bestand wohl die Möglichkeit, mit Hilfe der Flügel im Nahkampf hinter den Schild des Gegners zu gelangen und den Schild beiseite zu ziehen. Außerdem konnte damit nach Körperteilen des Gegners gehakt werden.